# Abierto de Estados Unidos 1992
Lista de los campeones del Abierto de Estados Unidos de 1992:

## Individual masculino
Stefan Edberg (SWE) d. Pete Sampras (USA), 3–6, 6–4, 7–6(7–5), 6–2

## Individual femenino
Monica Seles (YUG) d. Arantxa Sánchez Vicario (ESP), 6–3, 6–3

## Dobles masculino
Jim Grabb(USA)/Richey Reneberg (USA)

## Dobles femenino
Gigi Fernández (USA)/Natasha Zvereva (CIS)

## Dobles mixto
Nicole Provis (AUS)/Mark Woodforde (AUS)
| Predecesor: 1991                         | Abierto de Estados Unidos 1992 | Sucesor: 1993                      |
| Predecesor: Campeonato de Wimbledon 1992 | Grand Slam 1992                | Sucesor: Abierto de Australia 1993 |

- Datos: Q1048948